# Lioptilodes cocodrilo
Lioptilodes cocodrilo là một loài bướm đêm thuộc chi Lioptilodes, có ở Ecuador. Loài bướm này bay vào tháng 9, tháng 10, tháng 12, và tháng 1, và có sải cánh khoảng 16 milimét. The specific name "cocodrilo" references Cocodrilo Ranger Station.